# Gašparovci
Gašparovci (madžarski naziv Gáspárháza) so bili zgodovinsko naselje, danes kot južni zaselek Vučje Gomile v Prekmurju. Listine jih omenijo leta 1366: »Gasparhaza in dystrictu seu valle Lak Sancti Nicolai« (kar pomeni pri naselju Selo).